# رودولف ژامهاریان
رودولف ژرگیزی ژامهاریان (ارمنی: Ռուդոլֆ Ջերգիզի Ժամհարյան؛ زاده ۱۷ ژانویهٔ ۱۹۳۸ - درگذشته ۲۲ مارس ۲۰۱۹) کارگردان فیلم و فیلم‌بردار اهل ارمنستان بود.

## زندگی‌نامه
وی در ۱۷ ژانویهٔ ۱۹۳۸ در ایروان در به دنیا آمد و از دانشکده حقوق دانشگاه دولتی ایروان (۱۹۶۵) فارغ‌التحصیل گشت. وی همچنین برنده جوایزی همچون چهره هنری شایسته ارمنستان شوروی شد. وی در ۲۲ مارس ۲۰۱۹ در سن ۸۱ سالگی در ایروان درگذشت.

## بخشی از فیلم‌شناسی
- آنوش (۱۹۸۳)
- لنین و علی (۱۹۷۰)